# Wat Na Phra Meru
Wat Na Phra Meru (taj. วัด หน้า พระ เมรุ ราชิ กา ราม) – świątynia buddyjska zbudowana w 1546 uniknęła zniszczenia po zdobyciu miasta przez wojska birmańskie w 1767 roku ponieważ ulokowano w niej dowództwo zwycięskiej armii. Została odnowiona podczas panowania Ramy III.

## Architektura

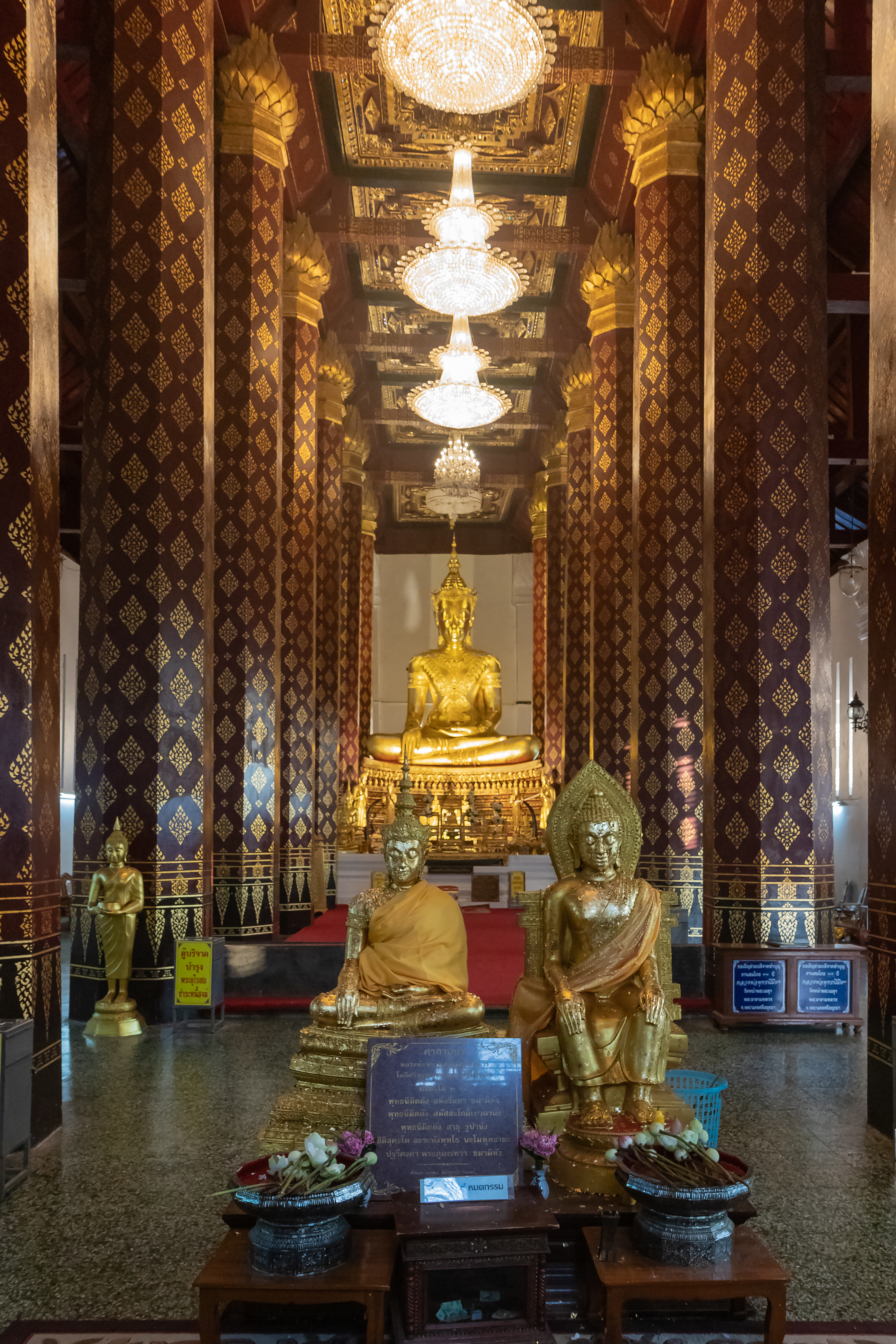
Wnętrze świątyni

Główny budynek świątyni wyróżnia się pięknie rzeźbionym, drewnianym sufitem przedstawiającym wyobrażenie buddyjskiego nieba. Wewnątrz świątyni znajduje się również 6-metrowy posąg siedzącego Buddy.